# Big Syke
Tyruss Himes, beter bekend bij zijn artiestennaam Big Syke (Inglewood, 31 maart 1968 – Hawthorne, 5 december 2016) (ook wel Mussolini) was een Amerikaanse rapper. Zijn artiestennaam was een herziening van zijn bijnaam die hij vroeger had, "Little Psycho". Hij was lid van de Imperial Village Crips.
In 1990 begon Big Syke een rapgroep met de naam Evil Minded Gangstas. In 1992 ontmoette hij 2Pac, bij wiens groep Thug Life hij zich aansloot. Nadat Thug Life uiteen was gevallen en 2Pac uit de gevangenis was ontslagen, was Big Syke te horen in vier nummers van 2Pac's album All Eyez on Me, namelijk "Picture Me Rollin'", "When We Ride", "All Eyez on Me" en "Check Out Time". Syke sloot zich eveneens aan bij 2Pac's tweede groep Outlawz, waarbij hij de bijnaam Mussolini aannam.
Big Syke werd op 5 december 2016 dood in zijn huis aangetroffen. Hij werd 48 jaar oud.

## Discografie

### Soloalbums
- Be Yo' Self (1996)
- Big Syke Daddy (2001)
- Street Commando (2002)
- Big Syke (2002)
- Big Syke: Volume 1 (2007)

### Samenwerkingen
- Evil Mind Gangsta's - All Hell Breakin' Loose (1992)
- Thug Life: Volume 1 (1994)
- Thug Law: Thug Life Outlawz Chapter 1 (2001)
- Thug Law: Thug Life Outlawz Chapter 2 (2003)

- International Standard Name Identifier: 0000 0000 0501 6600
- Library of Congress Control Number: no2009022133
- MusicBrainz: 73be9cf0-2b02-4a4c-9e2b-8f4b402ca72c
- Istituto Centrale per il Catalogo Unico: DDSV176638
- Virtual International Authority File: 78954739
- WorldCat: E39PBJcrjp8drFMXQfWFmRPmh3